# Markuskirche (Krakau)
Die Markuskirche (poln. Kościół św. Marka) in Krakau ist eine römisch-katholische Kirche an der ul. św. Marka 10 im nördlichen Teil der Krakauer Altstadt. Sie wurde für die Polnischen Kreuzherren erbaut.

## Geschichte
Die Kirche wurde mit dem dazu gehörenden Kreuzherrenkloster in den Jahren 1263 bis 1295 im Stil der Backsteingotik erbaut. Die Kirche wurde viermal von Bränden heimgesucht – 1494, 1528, 1589 und zuletzt 1724 sowie stets wieder aufgebaut. Das Innere der Kirche wurde im 17. Jahrhundert im Stil des Frühbarocks barockisiert.

## Kunstwerke
An der Ostwand der Kirche befindet sich die spätgotische Gruppe Golgata aus der Zeit um 1500 mit dem gekreuzigten Jesus, Maria und Johannes. Sie befand sich ursprünglich zwischen dem Presbyterium und dem Hauptschiff der Kirche. Der Hauptaltar stammt von Baltazar Kuncz, der ihn um 1618 schuf. Die Engelsfigur stammt von Baldassare Fontana.

## Geographische Lage
Die Kirche befindet sich am nördlichen Teil der Krakauer Altstadt an der Kreuzung der ul. św. Marka und der ul. Sławkowska.

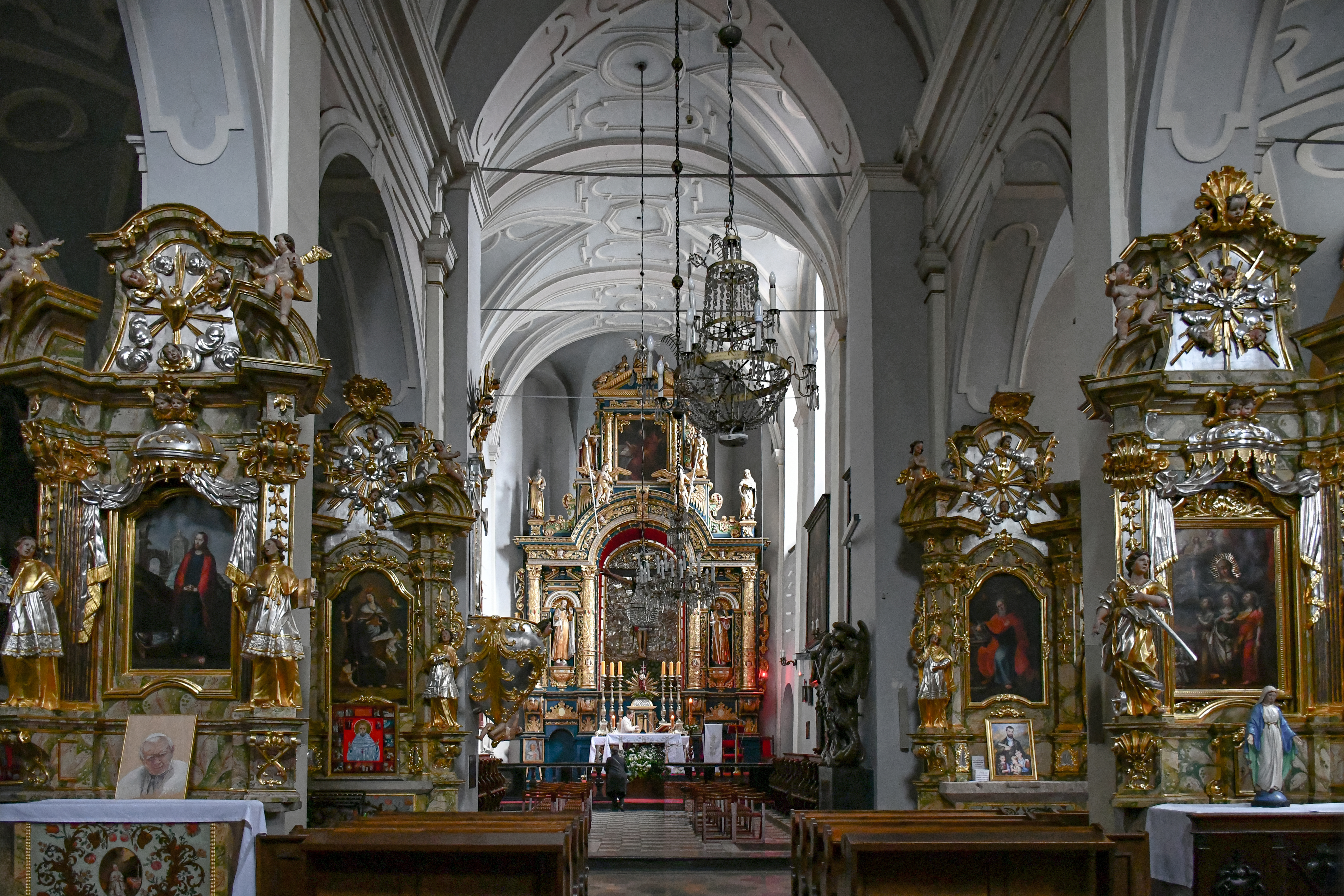
Innenraum der Kirche
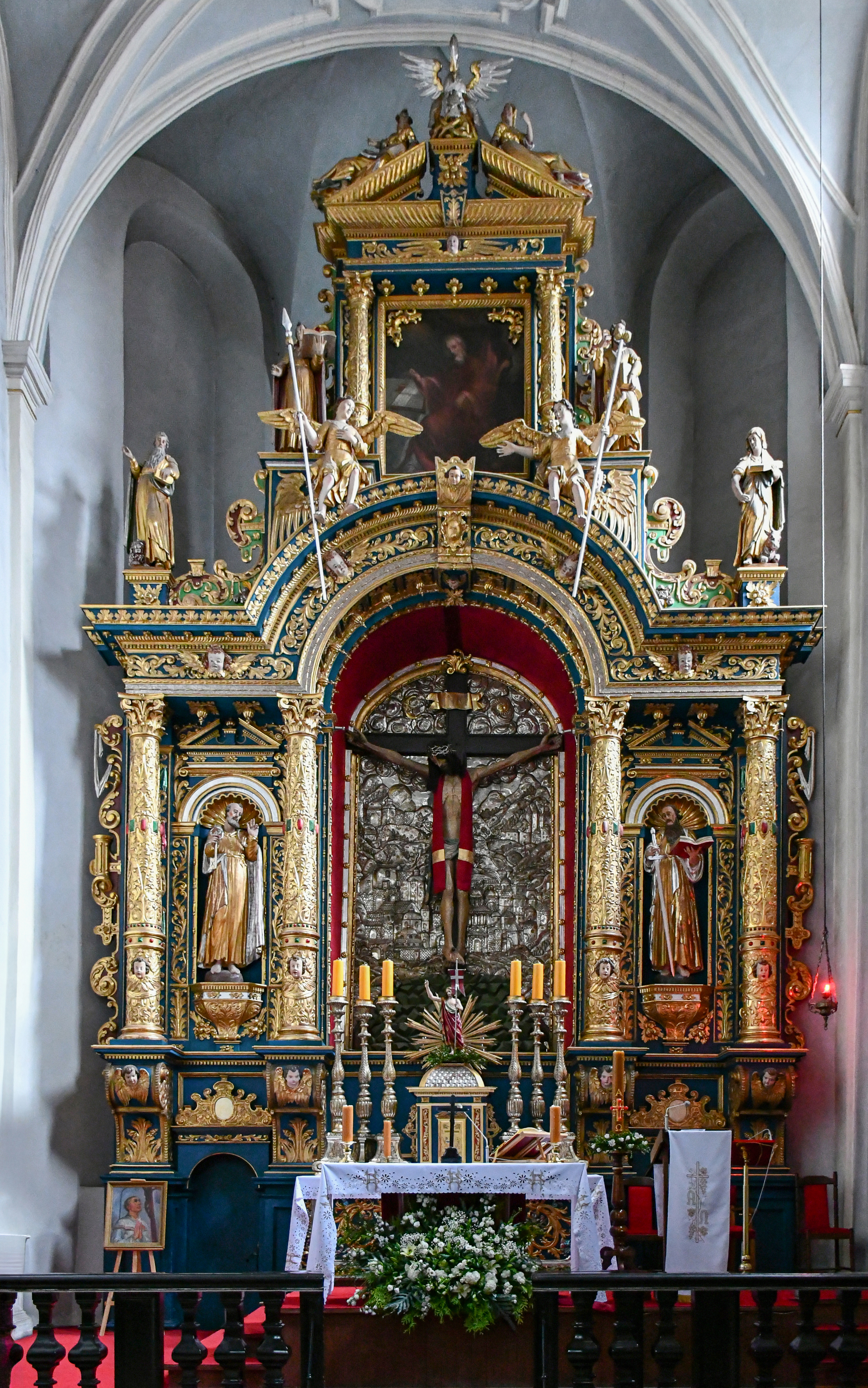
Hauptaltar